# Dybuster
Dybuster ist ein multisensorisches, computergestütztes Lernsystem für Personen mit Legasthenie. Dybuster wurde an der Eidgenössischen Technischen Hochschule Zürich (ETH Zürich) entwickelt und in gemeinsamen Forschungsprojekten mit Neuropsychologen der Universität Zürich Universität Zürich auf seine Wirksamkeit hin überprüft. Das Lernsystem wurde von der Dybuster AG, einem Spin-off der ETH Zürich, vom Prototyp zum Produkt weiterentwickelt.
Das Programm wurde mit dem Klaus J. Jacobs Research Prize 2020 ausgezeichnet.

## Wissenschaftlicher Hintergrund

### Hypothese
Legasthenie (heute vermehrt LRS, Lese- und Rechtschreibschwierigkeit) kann vermutlich mehrere Ursachen haben. Vermutet werden u. a. auditive, visuelle und phonologische Defizite. Vereinfachend ausgedrückt führen diese Defizite zu Schwierigkeiten bei der Aufgabe, beim Lesen die geschriebene Sprache in die gesprochene Sprache zu übersetzen, und umgekehrt beim Schreiben die gesprochene Sprache auf die geschriebene Sprache abzubilden.
Das Grundprinzip von Dybuster besteht deshalb darin, ein Wort nicht nur als schwarze Buchstaben auf weißem Blatt Papier anzubieten. Stattdessen wird jedes Wort als eine klar definierte und berechnete Kombination aus Farben, Formen, Strukturen und Tönen dargestellt. Dybuster setzt damit das multisensorische Lernen um, welches allgemein als effiziente Lernform gilt. Als spezifische Motivation bei Legasthenie sollen diese zusätzlichen Informationen die Abbildung der gesprochenen auf die geschriebene Sprache leichter erlernbar und leichter abrufbar machen, indem sie dem Gehirn erlauben, Regionen (sog. Moden) einzusetzen, welche beim herkömmlichen Lernen der Schriftsprache kaum eingesetzt werden.

### Nachweis der Wirksamkeit
Die Wirksamkeit von Dybuster zur Verbesserung der Rechtschreibung wurde in zwei Benutzerstudien der Universität Zürich überprüft. Die Probanden trainierten jeweils 15 bis 20 Minuten pro Tag an 3 bis 4 Tagen pro Woche während 3 Monaten. In der ersten Studie fanden die Autoren eine signifikante Reduktion der Rechtschreibfehler von durchschnittlich 35 % bei den trainierende Probanden gegenüber einer Verbesserung von durchschnittlich 5 % bei Kontrollgruppen, welche Dybuster erst in einer zweiten Trainingsphase einsetzen durften.
Die zweite Studie reproduzierte den Trainingsfortschritt der ersten Studie. Zusätzlich konnte nachgewiesen werden, dass die Probanden im Verlaufe des Trainings mit immer kleinerer Wahrscheinlichkeit Phonem-Graphem-Fehler begingen. Die Autoren schlossen daraus eine Bestätigung der Hypothese, nämlich dass das multisensorische Lernen eine Stärkung der Abbildung der geschriebenen auf die gesprochene Sprache ermöglicht, auch wenn die zu Grunde liegenden neurologischen Mechanismen z. B. mit fMRI-Scans noch nicht aufgezeigt wurden.

## Benutzung
Dybuster ist in drei Spiele aufgeteilt. Das Farbspiel trainiert die Zuordnung der Farben auf die Buchstaben, im Graphspiel werden die Silbentrennung und ihre Darstellung als 2D-Struktur geübt, und im Lernspiel werden die Wörter vorgesprochen und müssen mit Hilfe der multisensorischen Darstellung (siehe oben) eingegeben werden. Mit Hilfe von Informationstheorie und maschinellem Lernen wird im Hintergrund das Lern- und Fehlerverhalten des Benutzers analysiert. Auf Grund der Analyse werden die Wörter für jeden Benutzer individuell ausgewählt. Daneben enthält Dybuster einen Lernzustand für die intrinsische Motivation sowie ein Belohnungssystem für die extrinsische Motivation.
Die Benutzer können Dybuster selbständig einsetzen. Dabei wird folgender Einsatz vorgeschlagen, wie er auch für die Studien beschrieben wurde:
- Das Training sollte 15 bis 20 Minuten pro Tag dauern.
- Die Einheiten sollen regelmäßig, d. h. 3 bis 4 Mal pro Woche, durchgeführt werden.
- Wenn das Training mit Dybuster begonnen wird, sollte für ca. 4 Monate in der beschriebenen Intensität damit gearbeitet werden, damit sich die multisensorischen Verknüpfungen etablieren können.

Ein Computer-Programm kann die Förderung durch ausgebildete Fachkräfte nicht ersetzen. Es ist Fachkräften aber leider kaum möglich, mehr als eine Stunde pro Woche mit Betroffenen zu arbeiten. Deshalb wird vorgeschlagen, dass Dybuster die Förderung durch selbständiges, möglicherweise häusliches Training ergänzt.